# Kámen (okres Pelhřimov)
Kámen (německy Stein) je obec v okrese Pelhřimov v Kraji Vysočina, asi 5 km jižně od Pacova, na hlavní silnici mezi Pelhřimovem a Táborem. Žije zde 268 obyvatel.
Dominantou obce je skalnatý vrch v jejím středu (605 m n. m.) se stejnojmenným hradem.

## Poloha
Kámen se nachází v Českomoravské vrchovině Na západní straně obce se rozkládá 45ha pozemek někdejšího vojenského letiště Kámen. Sousedními obcemi sídla jsou Obrataň, Pošná, Důl, Zlátenka, Eš, Dobrá Voda u Pacova, Vysoká Lhota a Věžná.

## Historie

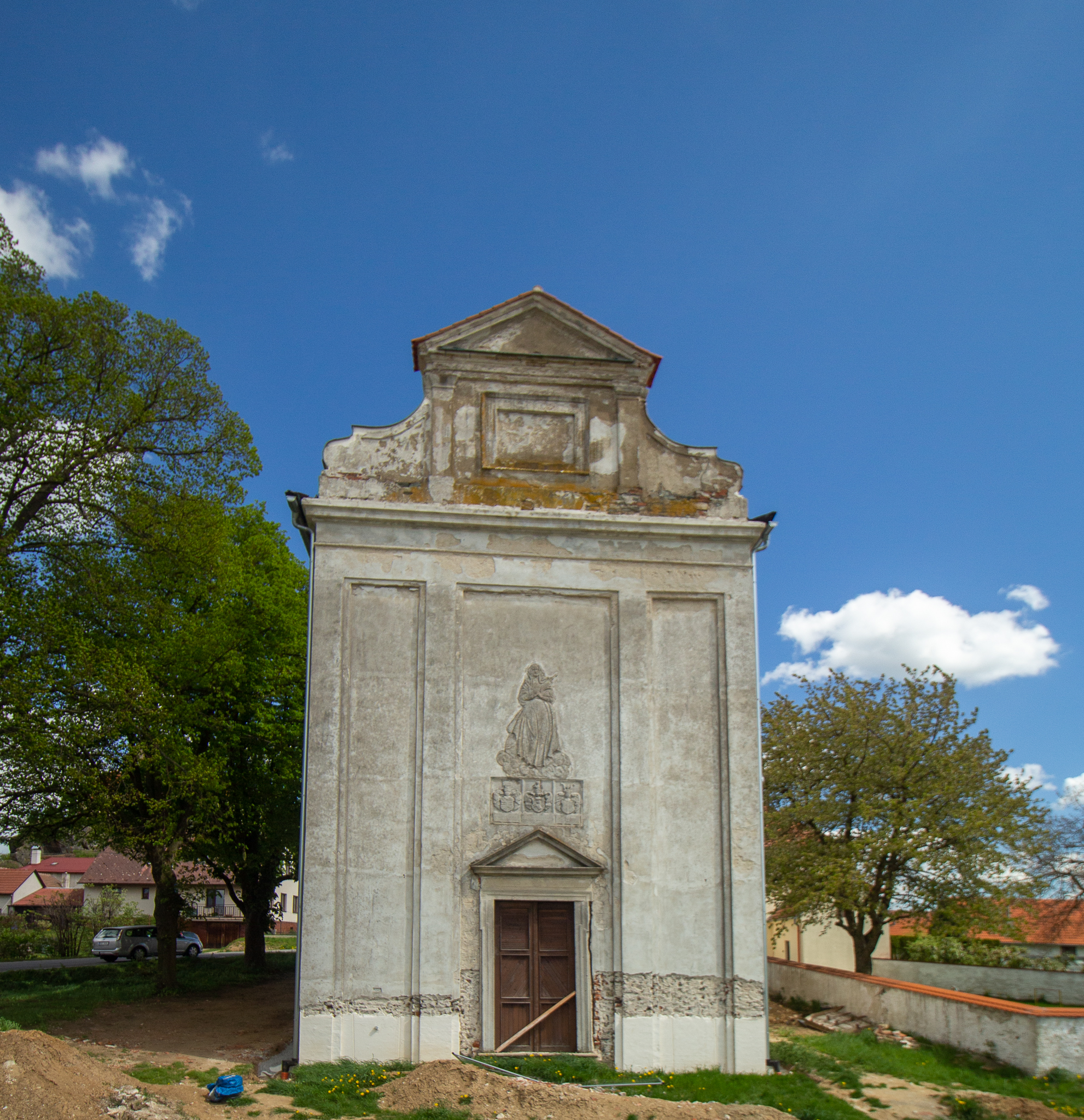
Kostel Panny Marie Bolestné s hrobkou Malovců

První písemná zmínka o obci pochází z roku 1316. Obec na úpatí hradního návrší byla od roku 1460 označována jako městečko. Společně s Eší, Věžnou a předhradím Janov bylo poddané kámenskému panství. Původně královský hrad byl později ve středověku lénem některých dalších rodů. To byla také doba největšího rozkvětu a obec měla také vlastní pivovar. V roce 1366 majitel panství Jindřich z Ziegelheimu založil zlatý důl.
V 17. století Kámen vlastnili páni z Malovic. V letech 1671–1673 nechal Jan Kryštof Malovec zdejší kapli Panny Marie z let 1667-1671 přestavět na barokní kostel Panny Marie Bolestné s rodovou hrobkou. Po Malovcích získal panství kolem roku 1700 rod Qualtenbergů.
V roce 1848 bylo patrimoniální panství zrušeno a Kámen se stal samostatnou obcí.
Roku 1924 byla vybudována silnice do Dobré Vody.
Poslednímu hradnímu pánovi, Antonínu Fleissigovi, jenž panství vlastnil od roku 1916, byl v roce 1948 majetek zabaven a hrad zestátněn.
V letech 2006–2010 působil jako starosta Dalibor Jaroš, v letech 2010–2018 František Hofman. Od roku 2018 funkci zastává Josef Dvořák.

## Školství
- Mateřská škola Kámen

## Pamětihodnosti
- Gotický hrad Kámen ze 13. století s muzeem motocyklů
- Socha sv. Jana Nepomuckého z roku 1703
- Barokní kostel Panny Marie Bolestné vystavěný v letech 1667-1671 jako hrobka Malovců z Malovic

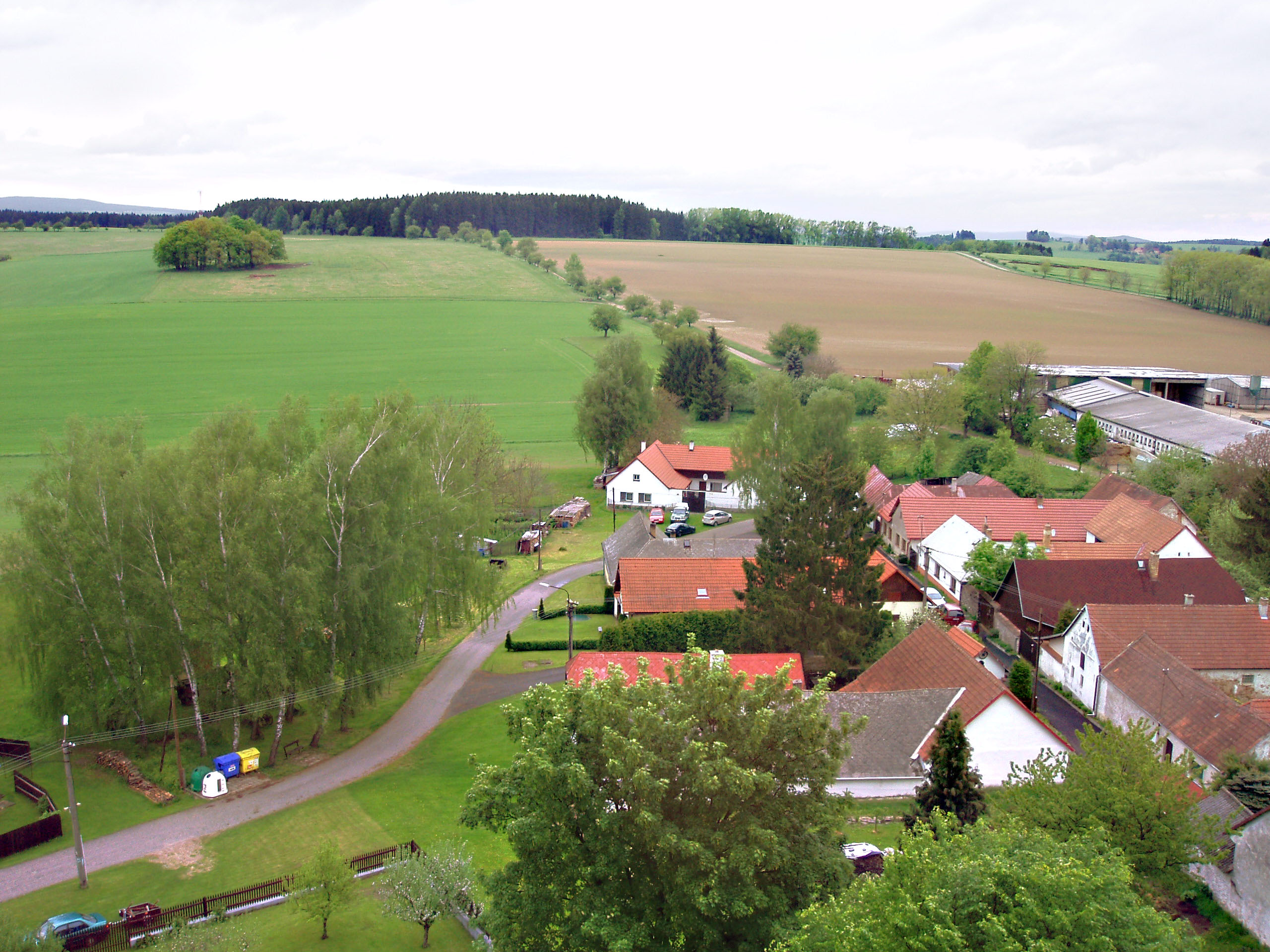
Obec Kámen - pohled z hradu

## Části obce
- Kámen
- Nízká Lhota
- Nový Dvůr

Od 1. ledna 1976 do 23. listopadu 1990 k obci patřila i Dobrá Voda u Pacova a od 1. dubna 1976 do 23. listopadu 1990 také Vysoká Lhota.